# Saltklobb
Saltklobb är skär i Åland (Finland). De ligger i Skärgårdshavet och i kommunen Vårdö i landskapet Åland, i den sydvästra delen av landet. Öarna ligger omkring 33 kilometer nordöst om Mariehamn och omkring 260 kilometer väster om Helsingfors.
Arean för den av öarna koordinaterna pekar på är 0,9 hektar och dess största längd är 160 meter i sydväst-nordöstlig riktning. Trakten är glest befolkad. Närmaste större samhälle är Saltvik, 15,5 km väster om Saltklobb.